# Antonieta Rosa Gomes
Antonieta Rosa Gomes, née le 4 mai 1959 à Bissau, est une femme politique de Guinée-Bissau.
Fondatrice et dirigeante du Forum Civique Guinéen-Démocratie Sociale, Gomes effectue ses études au Brésil, obtenant son diplôme en droit à Université de São Paulo. Elle sert sous les ordres de Kumba Ialá en tant que ministre de la Justice et ministre des Affaires étrangères à divers moments. Elle se présente aux élections présidentielles de 1994, 1999 et 2005. Elle est la première et la seule femme à le faire, mais n'obtient jamais plus de 2% des voix. Son renvoi du ministère des Affaires étrangères est considéré comme un facteur majeur dans les événements ayant mené au coup d'État de 2003 qui chasse Kumba Ialá du pouvoir. En 2004, elle est présidente de la commission du Tribunal suprême de justice.